# 김규빈
김규빈(2004년 8월 30일 ~ )은 대한민국의 가수이다. 엠넷의 리얼리티 경쟁 프로그램 BOYS PLANET에 출연하여 최종화에서 최종순위는 7위이며 이를 통해 대한민국의 보이 그룹 제로베이스원의 멤버가 되었다.
1. ↑  (첫째 남동생과 둘째 남동생 모두 압구정고등학교에 재학 중이며, 두 남동생 전부 학생회라고 한다.